# Colaspis louisianae
Colaspis louisianae är en skalbaggsart som beskrevs av Blake 1974. Colaspis louisianae ingår i släktet Colaspis och familjen bladbaggar. Inga underarter finns listade i Catalogue of Life.